# Universal Reality
Universal Reality é um canal de Televisão por assinatura da NBCUniversal, disponível no pacote Universal+, irmão do Universal Premiere, no Brasil foi lançado em Dezembro de 2023 pela Claro TV+, atualmente esse canal está disponível no Claro TV+ e no Prime Video Channels (Pela assinatura adicional do Universal+).

Logo do Canal por assinatura "Universal Reality"

Atualmente o canal transmite varios realitys da Universal e de outras empresas.